# مسائل قومی در ژاپن
مسائل قومی در ژاپن طبق آمار سرشماری در سال ۲۰۱۸، ۹۷٫۸٪ از جمعیت ژاپن، ژاپنی هستند، و بقیه شهروندان خارجی ساکن ژاپن هستند. در سال‌های اخیر، به دلیل پیری ژاپن و کمبود نیروی کار، تعداد کارگران خارجی به طرز چشمگیری افزایش یافته‌است. یک مقاله خبری در سال ۲۰۱۸ نشان می‌دهد که تقریباً از هر ۱۰ جمعیت جوان ساکن توکیو ۱ نفر تبعه خارجی هستند.

## اطلاعات جمعیتی
در حدود ۲٫۲٪ از کل ساکنان قانونی ژاپن شهروندان خارجی هستند. از این تعداد، طبق داده‌های سال ۲۰۱۸ دولت ژاپن، گروه‌های اصلی به شرح زیر است:
| ملیت                    | تعداد     | درصد از        | درصد از     |
| ملیت                    | تعداد     | شهروندان خارجی | مجموع جمعیت |
| ----------------------- | --------- | -------------- | ----------- |
| چین                     | 764,720   | 28.3%          | 0.64%       |
| کره جنوبی + (کره شمالی) | 479,198   | 17.7%          | 0.40%       |
| ویتنام                  | 330,835   | 12.3%          | 0.28%       |
| فیلیپین                 | 271,289   | 10.0%          | 0.23%       |
| برزیل                   | 201,865   | 7.5%           | 0.17%       |
| نپال                    | 88,951    | 3.3%           | 0.07%       |
| تایوان                  | 60,684    | 2.2%           | 0.05%       |
| ایالات متحده آمریکا     | 57,500    | 2.1%           | 0.04%       |
| اندونزی                 | 56,346    | 2.1%           | 0.04%       |
| تایلند                  | 52,323    | 1.9%           | 0.04%       |
| پرو                     | 48,362    | 1.8%           | 0.04%       |
| هند                     | 35,419    | 1.3%           | 0.03%       |
| میانمار                 | 26,456    | 1.0%           | 0.02%       |
| سری‌لانکا                | 25,410    | 0.9%           | 0.02%       |
| بریتانیا                | 17,943    | 0.7%           | 0.02%       |
| پاکستان                 | 16,198    | 0.7%           | 0.02%       |
| بنگلادش                 | 15,476    | 0.6%           | 0.02%       |
| فرانسه                  | 13,355    | 0.5%           | 0.01%       |
| کامبوج                  | 12,174    | 0.5%           | 0.01%       |
| دیگر کشورها             | 635,787   | 23.6%          | 0.50%       |
| مجموع (تا سال ۲۰۱۸)     | ۲٬۷۳۱٬۰۹۳ | ۱۰۰٪           | ۲٫۲٪        |

آمار فوق شامل تقریباً ۳۰٬۰۰۰ ارتشی آمریکایی مستقر در ژاپن نیست و همچنین مهاجران غیرقانونی را شامل نمی‌شود. در این آمار همچنین شهروندان تابعیت ژاپنی گرفته از جمله کره ای و چینی و دیگر شهروندان مهاجر در نظر گرفته نشده‌است. کل جمعیت مقیم قانونی سال ۲۰۱۲ حدود ۱۲۷٫۶ میلیون نفر تخمین زده شده‌است.

## اقلیت‌های قومی ژاپنی
نه گروه بزرگ اقلیت ساکن ژاپن عبارتند از: کره شمالی و جنوبی، چینی، برزیلی (بسیاری از برزیلی‌ها در ژاپن اجداد ژاپنی دارند)، فیلیپین، تایوانی، قوم آینو (ژاپن) بومی هوکایدو و بومی استان اوکیناوا و دیگر جزایر ریوکیو بین کیوشو و تایوان. بوراکومین، یک گروه طرد شده در پایین نظام فئودالی ژاپن، نیز گاه شامل می‌شوند. همچنین تعدادی از جوامع قومی کوچکتر در ژاپن با سابقه بسیار کوتاهتر وجود دارد.
بر اساس گزارش سال ۲۰۰۸ سازمان ملل متحد، جوامعی که بیشتر تحت تأثیر نژادپرستی و بیگانه ستیزی در ژاپن قرار گرفته‌اند عبارتند از:
- اقلیت‌های ملی آینو و مردم اوکیناوا
- مردم و فرزندان مردم کشورهای همسایه (چینی و کره ای)
- مهاجران جدید از سایر کشورهای آسیایی، آفریقایی، آمریکای جنوبی و خاورمیانه

## دیگر کشورها
خارجی‌های غربی در ژاپن، به ویژه آنهایی که از آمریکای شمالی، اروپا، استرالیا و نیوزیلند هستند، اغلب 外国人 «گای گوکو جین» نامیده می‌شوند. اولین هجوم گسترده این قبیل خارجی‌ها در دهه ۱۹۸۰ اتفاق افتاد، زمانی که دولت ژاپن سیاستی را برای اعطای بورسیه به تعداد زیادی از دانشجویان خارجی برای تحصیل در دانشگاه‌های ژاپن اتخاذ کرد.
علاوه بر این، با رشد سریع اقتصاد ژاپن در دهه ۱۹۸۰، تعداد قابل توجهی از غربی‌ها شروع به آمدن به ژاپن کردند. بسیاری از آنها به عنوان معلم مکالمه انگلیسی شغل پیدا کردند، اما دیگران در زمینه‌های مختلف حرفه ای مانند امور مالی و بازرگانی مشغول به کار شدند. اگرچه برخی از آنها ساکن دائمی شده یا حتی تابعیت را بدست آورده‌اند، اما معمولاً به عنوان بازدیدکننده کوتاه مدت تلقی می‌شوند و به عنوان افراد خارجی جامعه ژاپن با آنان رفتار می‌کنند.
در طی دهه‌های ۱۹۸۰ و ۱۹۹۰،  کیدانرن از سیاست اجازه دادن به آمریکایی‌های جنوبی از نژاد ژاپنی (عمدتا برزیلی‌ها و پرو‌یی‌ها) برای کار در ژاپن حمایت می‌کرد، زیرا صنایع ژاپن با کمبود عمده نیروی کار روبرو بودند. اگرچه در سال‌های اخیر این سیاست کاهش یافته‌است، اما بسیاری از این افراد در ژاپن به زندگی خود ادامه می‌دهند.
بسیاری از مردم جنوب شرقی آسیا (به ویژه ویتنام و فیلیپین) و جنوب غربی آسیا (ایران) نیز در این مدت به ژاپن وارد شدند، و خارجی‌ها را به عنوان یک گروه اقلیت قابل مشاهده‌تری در ژاپن تبدیل کردند.